# Cecrifalea
Cecrifalea (en llatí Cecryphaleia, en grec antic Κεκρυφάλεια, Kekrifàleia) era una petita illa del golf Sarònic entre Egina i la costa d'Epidaure, prop de la qual els habitants d'Egina van ser derrotats pels corintis l'any 458 aC. També en parla Plini el Vell. Probablement és l'illa actualment coneguda com a Anguistri.